# 200-я лёгкая артиллерийская бригада
200-я Келецкая лёгкая артиллерийская бригада — воинское соединение Вооружённых сил СССР в Великой Отечественной войне.

## История
Сформирована в районе д. Свибари на завислинском плацдарме (Польша)1 октября 1944 года, как 200-я лёгкая артиллерийская бригада. В её состав вошли 258-й, 380-й лёгкие (75-мм. орудий) и 504-й пушечный (100 мм. пушек) артиллерийские полки. 
Впервые в бой с противником бригада вступила в Сандомирско-Силезской наступательной операции 12 января 1945 года в районе Денбно, Фафара, Шидлув в составе 4-й танковой армии (преобразованной 17 марта 1945 года в гвардейскую) 1-го Украинского фронта. В этой армии и фронте бригада действовала до конца войны. В ходе операции бригада наносила по немецким войскам мощные огневые удары и способствовала успешному наступлению соединений армии. 
19 февраля 1945 года за отличие в боях при овладении г. Кельце была удостоена почётного наименования «Келецкой». 
В дальнейшем бригада поддерживала войска армии при форсировании р. Одер (Одра) в районе Кёбен (ныне Хобеня, Польша) и ведении боевых действий по расширению и удержанию плацдарма на левом берегу реки. В этих боях личный состав бригады проявил большое мужество и верность воинскому долгу.

В феврале-марте 1945 года бригада участвовала в Нижне-Силезской  и Верхне-Силезской наступательных операциях. Особенно успешно действовала в боях по окружению и уничтожению группировки противника в районе г. Оппельн (Ополе). 

4 апреля 1945 года «за образцовое выполнение заданий командования и проявленные личным составом отвагу и мужество в боях с немецко-фашистскими захватчиками» 200-я лабр была удостоена гвардейского звания и преобразована в 71-ю гвардейскую лёгкую артиллерийскую бригаду в составе 4-й гвардейской танковой армии 1-го Украинского фронта.
Войну закончила 10 мая 1945 года в районе Янеч.
После переформирования бригаде были переданы боевые награды входивших в её состав полков — орден Александра Невского и орден Красной Звезды. И бригада стала именоваться: 71-я гвардейская Келецко-Берлинская орденов Кутузова, Богдана Хмельницкого, Александра Невского и Красной Звезды артиллерийская бригада.
Наследники боевой славы бригады продолжают службу в 9-й гвардейской Келецко-Берлинской орденов Кутузова, Богдана Хмельницкого, Александра Невского и Красной Звезды артиллерийской бригаде г. Луга Ленинградской области.

## Состав бригады
Управление бригады, части и подразделения обеспечения и обслуживания.
В её состав вошли 258-й, 380-й лёгкие и 504-й пушечный артиллерийские полки.

## Подчинение
- в составе 4-й (преобразованной 17 марта 1945 года в гвардейскую) танковой армии 1-го Украинского фронта

## Командиры
С начала формирования и до конца войны бригадой командовал полковник Иван Николаевич Козубенко.

## Награды и наименования
«За мужество и отвагу, проявленные в боях с немецко-фашистскими захватчиками» в годы Великой Отечественной войны, 1710 воинов бригады награждены орденами и медалями, а 7 удостоены звания Героя Советского Союза.
| Награда (наименование) | Дата       | За что получена                                                                          |
| ---------------------- | ---------- | ---------------------------------------------------------------------------------------- |
| Келецкая               | 19 февраля | За отличие в боях при овладении г. Кельце была удостоена почётного наименования Келецкой |

## Отличившиеся воины бригады
- Зикеев, Виктор Сергеевич, капитан, командир батареи 504-го пушечного артиллерийского полка.
- Михайлов, Евгений Иванович, младший сержант, наводчик орудия 504-го пушечного артиллерийского полка.
- Моисеев, Иван Григорьевич, младший сержант, командир орудия 380-го лёгкого артиллерийского полка.
- Мороз, Терентий Филиппович, сержант, командир орудия 258-го лёгкого артиллерийского полка.
- Ремизов, Михаил Васильевич, старший лейтенант, командир батареи 258-го лёгкого артиллерийского полка.
- Филатенков, Василий Филиппович, капитан, командир дивизиона 380-го лёгкого артиллерийского полка.
- Шульженко, Николай Семёнович, подполковник, командир 504-го пушечного артиллерийского полка.